# Park Jin-woo (attore)
Park Jin-woo (박진우?, 朴鎭宇?, Bak Jin-uLR, Pak Chin-uMR; 3 luglio 1983) è un attore sudcoreano.

## Filmografia

### Cinema
- Eorin sinbu (어린 신부?), regia di Kim Ho-jun (2004)
- Dasepo sonyeo (다세포 소녀?), regia di E J-yong (2006)
- Nannari jongbujeon (날나리 종부전?), regia di Im Woon-kook (2008)

### Televisione
- Nonstop (논스톱?) – serie TV (2004)
- Geunyeoga dor-awatda (그녀가 돌아왔다?) – serie TV (2005)
- Bullyanggajok (불량가족?) – serie TV (2006)
- Yeon-in-i-yeo (연인이여?) – serie TV (2007)
- Monmallineun gyeolhon (못말리는 결혼?) – serie TV (2007-2008)
- Bicheonmu (비천무?) – serie TV (2008)
- Baram-ui hwa-won (바람의 화원?) – serie TV (2008)
- Cheonchu taehu (천추태후?) – serie TV (2009)
- Da julgeo-ya (다 줄거야?) – serie TV (2009-2010)
- Yurigamyeon (유리가면?) – serie TV (2012)
- Medical Top Team (메디컬탑팀?, Medikeol tap timLR) – serie TV (2013)
- Jeong Do-jeon (정도전?) – serie TV (2014)
- Oneulbuteo saranghae (오늘부터 사랑해?) – serie TV (2015)
- Memorist (메모리스트?, MemoriseuteuLR) – serie TV (2020)